# Jacques Maignol
Jacques Maignol est un homme politique français né le 20 août 1780 à Artonne (Puy-de-Dôme) et décédé le 6 février 1858 à Artonne.
Conseiller à la cour d'appel de Riom, il est député du Puy-de-Dôme de 1833 à 1839, siégeant au centre gauche, dans l'opposition à la Monarchie de Juillet.

## Sources
- « Jacques Maignol », dans Adolphe Robert et Gaston Cougny, Dictionnaire des parlementaires français, Edgar Bourloton, 1889-1891 [détail de l’édition]